# David Graham
David Graham (Newcastle, 4 agosto 1962) è un ex tennista australiano.

## Carriera
In carriera ha vinto 2 titoli di doppio. Nei tornei del Grande Slam ha ottenuto il suo miglior risultato raggiungendo le semifinali di doppio agli Australian Open nel 1983, in coppia con Laurie Warder, e di doppio misto all'Open di Francia nel 1984, in coppia con Pam Whytcross.

## Statistiche

### Doppio

#### Vittorie (2)
| Numero | Anno           | Torneo                                     | Superficie  | Compagno      | Avversari in finale         | Punteggio |
| 1.     | 16 luglio 1984 | Hall of Fame Tennis Championships, Newport | Erba        | Laurie Warder | Ken Flach Robert Seguso     | 6-4-, 7-6 |
| 2.     | 26 maggio 1985 | ATP Firenze, Firenze                       | Terra rossa | Laurie Warder | Bruce Derlin Carl Limberger | 6-1, 6-1  |

### Doppio

#### Finali perse (2)
| Numero | Anno            | Torneo                          | Superficie  | Compagno       | Avversari in finale            | Punteggio     |
| 1.     | 16 gennaio 1983 | Heineken Open, Auckland         | Cemento     | Laurie Warder  | Chris Lewis Russell Simpson    | 6-7, 3-6      |
| 2.     | 22 luglio 1985  | Sovran Bank Classic, Washington | Terra rossa | Balázs Taróczy | Hans Gildemeister Víctor Pecci | 3-6, 6-1, 4-6 |